# Літанія до всіх святих
Літа́нія всім Святи́м — католицька молитва в якій висловлюються прохання до Бога і покаяння. В індивідуальних молебнах весь текст Літанії читається однією людиною, при виконанні в церкві зазвичай співається по черзі священником і парафіянами. Літанія всім Святим належить до особливо урочистих молитов, наприклад, її виконання обов'язкове у День усіх святих (1 листопада).

## Текст українською
Благання до Бога:
Господи, помилуй! — Господи, помилуй!
Христе, помилуй! — Христе, помилуй!
Господи, помилуй! — Господи, помилуй!
Христе, почуй нас! — Христе, почуй нас!
Христе, вислухай нас! — Христе, вислухай нас!
Отче Небесний, Боже, помилуй нас.
Сину, Відкупителю світу, Боже, помилуй нас.
Духу Святий, Боже, помилуй нас.
Свята Трійце, Єдиний Боже, помилуй нас.
Заклики до Святих:
Свята Маріє, молись за нас.
Свята Богородице Діво, молись за нас.
Свята Діво над дівами, молись за нас.
Святі Михаїле, Рафаїле і Гавриїле, моліться за нас.
Всі Святі Ангели Божі, моліться за нас.
Патріархи й пророки:
Святий Аврааме, молись за нас.
Святий Мойсею, молись за нас.
Святий Іллє, молись за нас.
Святий Йоане Хрестителю, молись за нас.
Святий Йосипе, молись за нас.
Свята Анно, молись за нас.
Всі святі патріархи й пророки, моліться за нас.
Апостоли й учні:
Святі Петре і Павле, моліться за нас.
Святий Андрію, молись за нас.
Святі Йоане і Якове, моліться за нас.
Святий Томо, молись за нас.
Святий Матею, молись за нас.
Всі Святі Апостоли, моліться за нас.
Святий Луко, молись за нас.
Святий Марку, молись за нас.
Святий Варнаво, молись за нас.
Свята Маріє Магдалино, молись за нас.
Всі святі учні Господні, моліться за нас.
Мученики:
Святий Степане, молись за нас.
Святий Ігнатію Антіохійський, молись за нас.
Святий Полікарпе, молись за нас.
Святий Юстине, молись за нас.
Святий Іринею, молись за нас.
Святий Лаврентію, молись за нас.
Святий Кипріяне, молись за нас.
Святий Боніфацію, молись за нас.
Святий Станіславе, молись за нас.
Святий Томасе Бекет, молись за нас.
Святі Джоне й Томасе з Англії, моліться за нас.
Святий Павле з Японії, молись за нас.
Святі Ісааку і Йоане з Америки, моліться за нас.
Святий Петре з Полінезії, молись за нас.
Святий Карле з Уганди, молись за нас.
Святі Перпетує і Феліціто, моліться за нас.
Свята Агнесо, молись за нас.
Свята Маріє Горетті, молись за нас.
Всі Святі мученики, моліться за нас.
Єпископи і вчителі Церкви:
Святі Леве й Григорію, моліться за нас.
Святий Амвросію, молись за нас.
Святий Ієроніме, молись за нас.
Святий Августине, молись за нас.
Святий Афанасію, молись за нас.
Святий Миколаю, молись за нас.
Святі Василію Великий і Григорію з Назіянзу, моліться за нас.
Святий Йоане Золотоустий, молись за нас.
Святий Мартіне Турський, молись за нас.
Святий Патрику, молись за нас.
Святі Кириле й Мефодію, моліться за нас.
Святий Карле Борромей, молись за нас.
Святий Франциску Сальський, молись за нас.
Святий Пію Десятий, молись за нас.
Всі святі єпископи й вчителі Церкви, моліться за нас.
Священики й монахи:
Святий Антонію, молись за нас.
Святий Бенедикте, молись за нас.
Святий Бернарде, молись за нас.
Святі Франциску Ассізький і Домініку, моліться за нас.
Святий Томо Аквінський, молись за нас.
Святий Ігнатію Лойола, молись за нас.
Святий Франциску Ксаверій, молись за нас.
Святий Станіславе Костка, молись за нас.
Святий Вінценте де Поль, молись за нас.
Святий Жан-Марі Віанней, молись за нас.
Святий Джованні Боско, молись за нас.
Святий Йосафате Кунцевич, молись за нас.
Свята Катерино Сієнська, молись за нас.
Свята Терезо Авільська, молись за нас.
Свята Розо Лімська, молись за нас.
Свята Бернадетто, молись за нас.
Свята Терезо від Дитятка Ісуса, молись за нас.
Святий Людовіку, молись за нас.
Свята Анно, молись за нас.
Свята Моніко, молись за нас.
Свята Єлизавето Угорська, молись за нас.
Всі святі Божі, моліться за нас.
Заклики до Христа Царя:
Будь милостивий, спаси нас, Господи.
Від усякого зла, спаси нас, Господи.
Від будь-якого гріха, спаси нас, Господи.
Від підступів диявольських, спаси нас, Господи.
Від гніву, ненависті й усякої злої волі, спаси нас, Господи.
Від вічної смерті, спаси нас, Господи.
Заради Твого Втілення, спаси нас, Господи.
Заради Твого народження, спаси нас, Господи.
Заради Твого хрещення й святого посту, спаси нас, Господи.
Заради Твого хреста й страждань, спаси нас, Господи.
Заради Твоєї смерті й покладення до гробу, спаси нас, Господи.
Заради Твого святого Воскресіння, спаси нас, Господи.
Заради Твого чудесного Вознесіння, спаси нас, Господи.
Заради Зіслання Святого Духа, спаси нас, Господи.
Заради Твого приходу в славі, спаси нас, Господи.
Христе, Сину Бога Живого, помилуй нас.
Христе, Який прийшов на цей світ, помилуй нас.
Христе, Який був розіп'ятий, помилуй нас.
Христе, Який заради нас прийняв смерть, помилуй нас.
Христе, Який був похований, помилуй нас.
Христе, Який воскрес, помилуй нас.
Христе, Який вознісся на Небо, помилуй нас.
Христе, Який зіслав на Апостолів Святого Духа, помилуй нас.
Христе, Який сидиш праворуч Отця, помилуй нас.
Христе, Який прийдеш судити живих і мертвих, помилуй нас.
Благання у різних потребах:
Просимо Тебе, відпусти нам гріхи, — Господи, почуй нас.
Просимо Тебе, приведи нас до істинного покаяння, — Господи, почуй нас.
Просимо Тебе, зміцни нас і збережи у святім служінні Тобі, — Господи, почуй нас.
Просимо Тебе, даруй нашим добродіям вічну нагороду, — Господи, почуй нас.
Просимо Тебе, дай і збережи плоди землі, — Господи, почуй нас.
Просимо Тебе, будь милосердний до нас, — Господи, почуй нас.
Просимо Тебе, влий у нас прагнення досягнути Неба, — Господи, почуй нас.
Просимо Тебе, вбережи нас, наших братів і сестер, рідних, близьких і добродіїв від вічної кари, — Господи, почуй нас.
Просимо Тебе, дай усім вірним, спочилим у Бозі, вічний відпочинок, — Господи, почуй нас.
Просимо Тебе, вбережи світ від хвороб, голоду та війни, — Господи, почуй нас.
Просимо Тебе, дай усім народам мир і злагоду, — Господи, почуй нас.
Просимо Тебе, бережи свою святу Церкву й керуй нею, — Господи, почуй нас.
Просимо Тебе, збережи Святішого Отця, усіх єпископів та священиків в істинній побожності, — Господи, почуй нас.
Просимо Тебе, об'єднай усіх віруючих у Христі, — Господи, почуй нас.
Просимо Тебе, приведи всіх людей до світла Євангелія, — Господи, почуй нас.
Христе, почуй нас! Христе, почуй нас!
Христе, вислухай нас! Христе, вислухай нас!
Агнче Божий, що береш гріхи світу, Господи, прости нас.
Агнче Божий, що береш гріхи світу, Господи почуй нас.
Агнче Божий, що береш гріхи світу, Господи помилуй нас.
Боже, Твердине й Сило наша! Ти — джерело побожності, вислухай смиренні молитви Твоєї Церкви і вчини так, щоб ми одержали все те, що з довірою у Тебе просимо. Через Христа, Господа нашого. Амінь.
Боже, Ти бачиш, що ми падаємо внаслідок власних слабкостей, вчини ласкаво, щоб приклади святих зміцнили нашу любов до Тебе. Через Христа, Господа нашого. Амінь.